# Lijst van historische landen
Hieronder volgt een lijst van historische landen en in enkele gevallen bijvoorbeeld mandaatgebieden en historische landstreken.

## Zelfstandige landen

### A
| Landsnaam (Nederlands)            | Periode       |
| --------------------------------- | ------------- |
| Abessinië                         | 1270-1974     |
| Emiraat Afghanistan               | 1823 – 1926   |
| Koninkrijk Afghanistan            | 1926-1973     |
| Koninkrijk Albanië (1928-1939)    | 1928-1939     |
| Koninkrijk Albanië (1943-1944)    | 1943-1944     |
| Hertogdom Anhalt                  | 1863-1918     |
| Hertogdom Anhalt-Dessau-Köthen    | 1853-1863     |
| Koninkrijk Aragon                 | 1035-1707     |
| Koninkrijk Araucanië en Patagonië | 1860-1860     |
| Koninkrijk Artsach                | 1000–1261     |
| Koninkrijk Ayutthaya              | 1351-1767     |
| Azteken                           | ca. 1200-1521 |

### B
| Landsnaam (Nederlands)        | Periode   |
| ----------------------------- | --------- |
| Baden                         | 1806-1918 |
| Bataafse Republiek            | 1795-1806 |
| Koninkrijk der Beide Siciliën | 1816-1861 |
| Koninkrijk Beieren            | 1806-1918 |
| Koninkrijk Benin              | 1440-1807 |
| Eerste Birmaanse koninkrijk   | 849-1298  |
| Tweede Birmaanse koninkrijk   | 1539-1752 |
| Derde Birmaanse koninkrijk    | 1752-1885 |
| Koninkrijk Bohemen            | 1198–1918 |
| Bokhoven                      | 1363-1795 |
| Bophuthatswana                | 1977-1994 |
| Hertogdom Bourgondië          | 918-1477  |
| Hertogdom Brabant             | 1183-1795 |
| Brandenburg                   | 1157-1806 |
| Brunswijk                     | 1235-1269 |
| Volksrepubliek Buchara        | 1920-1925 |

### C
| Landsnaam (Nederlands)        | Periode      |
| ----------------------------- | ------------ |
| Vorstendom Catalonië          | 12 eeuw-1714 |
| Centraal-Afrikaans Keizerrijk | 1976-1979    |
| Centraal-Litouwen             | 1920-1922    |
| Chan Santa Cruz               | 1850-1901    |
| Ciskei                        | 1981-1994    |

### D
| Landsnaam (Nederlands)          | Periode   |
| ------------------------------- | --------- |
| Koninkrijk Dalmatië             | 1815-1918 |
| Vrije stad Danzig               | 1920-1939 |
| Sultanaat Delhi                 | 1206-1526 |
| Koninkrijk Denemarken-Noorwegen | 1524-1814 |
| Duitse Democratische Republiek  | 1949-1990 |
| Republiek Duits-Oostenrijk      | 1918-1919 |
| Durrani-rijk                    | 1747-1823 |

### E
| Landsnaam (Nederlands) | Periode   |
| ---------------------- | --------- |
| Koninkrijk Engeland    | 927-1707  |
| Koninkrijk Essex       | 527-825   |
| Keizerrijk Ethiopië    | 1270-1974 |
| Koninkrijk Etrurië     | 1801-1807 |

### F
| Landsnaam (Nederlands)   | Periode   |
| ------------------------ | --------- |
| Republiek Formosa        | 1895      |
| Eerste Franse Keizerrijk | 1804-1814 |
| Tweede Franse Keizerrijk | 1852-1870 |
| Eerste Franse Republiek  | 1792-1804 |
| Tweede Franse Republiek  | 1848-1852 |
| Derde Franse Republiek   | 1870-1940 |
| Vierde Franse Republiek  | 1946-1958 |

### G
| Landsnaam (Nederlands)             | Periode   |
| ---------------------------------- | --------- |
| Gallo-Romeinse Rijk                | 461-486   |
| Gazankulu                          | 1973-1994 |
| Geconfedereerde Staten van Amerika | 1861-1865 |
| Hertogdom Gelre                    | 1339-1795 |
| Democratische Republiek Georgië    | 1918-1921 |
| Republiek Gersau                   | 1433-1818 |
| Granadijnse Confederatie           | 1858-1863 |
| Oost-Griekwaland                   | 1862-1879 |
| West-Griekwaland                   | 1870-1870 |
| Koninkrijk Groot-Brittannië        | 1707-1801 |
| Groot-Roemenië                     | 1920-1940 |
| Hertogdom Gulik                    | 1356-1794 |

### H
| Landsnaam (Nederlands)   | Periode   |
| ------------------------ | --------- |
| Koninkrijk Hannover      | 1814-1866 |
| Graafschap Henegouwen    | 1071-1795 |
| Hatay                    | 1938-1939 |
| Graafschap Holland       | 1101-1795 |
| Koninkrijk Holland       | 1806-1810 |
| Volksrepubliek Hongarije | 1949-1989 |

### I
| Landsnaam (Nederlands)       | Periode   |
| ---------------------------- | --------- |
| Ierse Vrijstaat              | 1922-1937 |
| Ifni                         | 1860-1969 |
| Italiaanse Sociale Republiek | 1943-1945 |

### J
| Landsnaam (Nederlands)                        | Periode   |
| --------------------------------------------- | --------- |
| Japans Keizerrijk                             | 1868-1945 |
| Federale Republiek Joegoslavië                | 1992-2003 |
| Koninkrijk Joegoslavië                        | 1918-1943 |
| Socialistische Federale Republiek Joegoslavië | 1943-1992 |

### K
| Landsnaam (Nederlands)                      | Periode       |
| ------------------------------------------- | ------------- |
| Kalba                                       | 1903-1953     |
| Democratisch Kampuchea                      | 1975-1979     |
| Volksrepubliek Kampuchea                    | 1979-1989     |
| Coalitieregering van Democratisch Kampuchea | 1982-1990     |
| KaNgwane                                    | 1984-1994     |
| Kaukasische Imamaat                         | 1828-1859     |
| Koninkrijk Kent                             | ca. 455-871   |
| Kerkelijke Staat                            | 756-1870      |
| Keurvorstendom Keulen                       | 10e eeuw-1803 |
| Khmer Republiek                             | 1970-1975     |
| Volksrepubliek Koeban                       | 1918-1920     |
| Hertogdom Krain                             | 1364-1918     |
| Onafhankelijke Staat Kroatië                | 1941-1945     |
| Kroatië-Slavonië                            | 1868-1918     |
| KwaNdebele                                  | 1981-1994     |
| Kwazoeloe                                   | 1981-1994     |

### L
| Landsnaam (Nederlands)          | Periode       |
| ------------------------------- | ------------- |
| Koninkrijk Lanna                | 1292-1775     |
| Lan Xang                        | 1354-1707     |
| Lebowa                          | 1972-1994     |
| Koninkrijk Libië                | 1951-1969     |
| Hertogdom Limburg               | 1082-1795     |
| Lotharingen of "Midden-Francië" | 843-875       |
| Graafschap Loon                 | ca. 1000-1794 |
| Luang Prabang                   | 1707-1949     |
| Prinsbisdom Luik                | 980-1795      |

### M
| Landsnaam (Nederlands)       | Periode              |
| ---------------------------- | -------------------- |
| Federatie van Mali           | 1959-1960            |
| Mantsjoekwo                  | 1932-1945            |
| Graafschap Megen             | ca. 1145-1794        |
| Mercia                       | 527-919              |
| Eerste Mexicaanse Keizerrijk | 1821-1823            |
| Tweede Mexicaanse Keizerrijk | 1863-1867            |
| Mogolrijk                    | 1526-1858            |
| Volksrepubliek Mongolië      | 1924-1992            |
| Moravië                      | 833-907              |
| Neutraal Moresnet            | 1816-1920            |
| Muscat en Oman               | 1861-1970            |
| Mesopotamië                  | 6000 v.chr.-1 v.chr. |

### N
| Landsnaam (Nederlands)              | Periode   |
| ----------------------------------- | --------- |
| Koninkrijk Napels                   | 1282-1816 |
| Graafschap Nassau                   | 1125-1806 |
| Republiek Natalia                   | 1839-1843 |
| Hertogdom Naxos                     | 1207-1579 |
| Verenigd Koninkrijk der Nederlanden | 1815-1830 |
| Nederlandse Antillen                | 1954-2010 |
| Noord-Duitse Bond                   | 1867-1871 |
| Noord-Vietnam                       | 1945-1976 |

### O
| Landsnaam (Nederlands) | Periode        |
| ---------------------- | -------------- |
| Okinawa                | 1429-1609      |
| Keizerrijk Oostenrijk  | 1804-1867/1918 |
| Oostenrijk-Hongarije   | 1867-1918      |
| Oost-Pakistan          | 1947-1971      |
| Oranje Vrijstaat       | 1854-1902      |
| Prinsdom Oranje        | 8e eeuw - 1713 |
| Ottomaanse Rijk        | 1299-1922      |
| Owamboland             | 1973-1989      |

### P
| Landsnaam (Nederlands) | Periode        |
| ---------------------- | -------------- |
| Pagan                  | 849 – 1298     |
| Koninkrijk Pattani     | 1516 – 1771    |
| Perzische Rijk         |                |
| Volksrepubliek Polen   | 1944 – 1989    |
| Polen-Litouwen         | 1569 – 1795    |
| Pondicherry            |                |
| Koninkrijk Powys       | 5e eeuw – 1160 |

### Q
| Landsnaam (Nederlands)             | Periode   |
| ---------------------------------- | --------- |
| Qwaqwa (Zuid-Afrikaans Bantoestan) | 1974-1994 |

### R
| Landsnaam (Nederlands)                    | Periode                     |
| ----------------------------------------- | --------------------------- |
| Land van Ravenstein                       | 1360 – 1794/1798            |
| Rehoboth                                  | 1979 – 1989                 |
| Republiek der Zeven Verenigde Nederlanden | 1588 – 1795                 |
| Republiek van de Rio Grande               | 1840                        |
| Republiek Zuid-Vietnam                    | 1975 – 1976                 |
| Rheged                                    |                             |
| Rhodesië                                  | 1895 – 1923/1924            |
| Republiek Rhodesië                        | 1965 – 1979                 |
| Rif-Republiek                             | 1921 – 1926                 |
| Volksrepubliek Roemenië                   | 1947 – 1965                 |
| Romeinse Rijk                             | Ca. 753 v.Chr. - 476 n.Chr. |
| Ruanda-Urundi                             | 1924 – 1962                 |
| Keizerrijk Rusland                        | 1721 – 1917                 |

### S
| Landsnaam (Nederlands) | Periode              |
| ---------------------- | -------------------- |
| Protectoraat Saarland  | 1947-1957            |
| Koninkrijk Saksen      | 1806-1918            |
| Koninkrijk Schotland   | 843-1707             |
| Servië en Montenegro   | 2003-2006            |
| Sharjah                |                      |
| Siam                   |                      |
| Emiraat Sicilië        | 827-1091             |
| Graafschap Sicilië     | 1071-1130            |
| Koninkrijk Sikkim      | 1642-1975            |
| Sovjet-Unie            | 1922-1991            |
| Koninkrijk Strathclyde | 5de eeuw - 11de eeuw |
| Koninkrijk Sukhothai   | 1228-1583            |

### T
| Landsnaam (Nederlands)                                      | Periode                   |
| ----------------------------------------------------------- | ------------------------- |
| Republiek Tanganyika                                        | 1962 – 1964               |
| Republiek Texas                                             | 1836 – 1845               |
| Abdijvorstendom Thorn                                       | ±1150 – 1794              |
| Transkaukasische Socialistische Federatieve Sovjetrepubliek | 1922-1936                 |
| Transkei                                                    | 1976 – 1994               |
| Graafschap Tripoli                                          | 1109 – 1289               |
| Hertogdom Troppau                                           | 1269 – 1918               |
| Tsjecho-Slowakije                                           | 1918 – 1939 & 1945 – 1992 |
| Volksrepubliek Toeva                                        | 1921 – 1941               |

### U
| Landsnaam (Nederlands) | Periode   |
| ---------------------- | --------- |
| Upingtonia             | 1885-1887 |

### V
| Landsnaam (Nederlands)                              | Periode                  |
| --------------------------------------------------- | ------------------------ |
| Văn Lang                                            | 2879 v.Chr. - 258 v.Chr. |
| Vandaalse Rijk                                      | 439 – 533                |
| Venda (thuisland)                                   | 1979 – 1994              |
| Republiek Venetië                                   | 697 – 1797               |
| Verdragsstaten                                      | 1820 – 1971              |
| Verenigde Arabische Republiek                       | 1958 – 1961/1971         |
| Verenigd Koninkrijk der Nederlanden                 | 1815 – 1830              |
| Verenigd Koninkrijk van Groot-Brittannië en Ierland | 1801 – 1927              |
| Verenigde Staten van Centraal-Amerika               | 1823 – 1839              |
| Republiek Vermont                                   | 1777 – 1791              |
| Verre-Oostelijke Republiek                          | 1920 – 1922              |
| Vichy-Frankrijk                                     | 1940 – 1944              |
| Koninkrijk Vientiane                                | 1707 – 1878              |
| Noord-Vietnam                                       | 1945 – 1976              |
| Graafschap Vlaanderen                               | 862/864 – 1795           |

### W
| Landsnaam (Nederlands) | Periode |
| ---------------------- | ------- |
| Wessex                 | 519-927 |

### X
| Landsnaam (Nederlands)   | Periode   |
| ------------------------ | --------- |
| Koninkrijk Xhieng Khuang | 1687-1888 |

### Y
| Landsnaam (Nederlands) | Periode               |
| ---------------------- | --------------------- |
| Republiek Yucatán      | 1841-1843 & 1846-1848 |

### Z
| Landsnaam (Nederlands)             | Periode                             |
| ---------------------------------- | ----------------------------------- |
| Zaïre                              | 1971 – 1997                         |
| Zoeloekoninkrijk                   | 1816 – 1887                         |
| Zuid-Afrikaansche Republiek        | 1852 – 1877 & 1881 – 1902           |
| Democratische Volksrepubliek Jemen | 1967 – 1990                         |
| Democratische Republiek Jemen      | 1994                                |
| Mijnstaat Zuid-Kasaï               | 1960 – 1961                         |
| Zuid-Rhodesië                      | 1923 – 1953 & 1963-1965 & 1979-1980 |
| Zuid-Vietnam                       | 1955 – 1975                         |
| Koninkrijk Zweden (970-1397)       | ca. 970 – 1397                      |
| Koninkrijk Zweden (1523-1814)      | 1523 – 1814                         |
| Koninkrijk Zweden-Noorwegen        | 1814 – 1905                         |